# Фонема
Фоне́ма (др.-греч. φώνημα «звук») — минимальная смыслоразличительная единица языка. Фонема не имеет самостоятельного лексического или грамматического значения, но служит для различения и отождествления значимых единиц языка (морфем и слов):
- при замене одной фонемы на другую получится другое слово (<д>ом — <т>ом);
- при изменении порядка следования фонем также получится другое слово (<сон> — <нос>);
- при удалении фонемы также получится другое слово (т<р>он — тон).

Для обозначения звука, когда он рассматривается с фонологической стороны, пользуются этим понятием. В близком к современному смысле его ввели работавшие в Казани польско-российские лингвисты Н. В. Крушевский и И. А. Бодуэн де Куртенэ, а также Л. В. Щерба (после ранней смерти Крушевского, Бодуэн де Куртенэ указывал на его приоритет). Фонема — объект изучения фонологии. Это понятие играет важную роль при решении таких практических задач, как разработка алфавитов, принципов орфографии и т. п.
Фонема соответствует нескольким звукам речи. Например, в словах шест и петь фонема е реализуется различными звуками, которые соответствуют одной фонеме в русском языке, но во французском это разные фонемы. Более того, достаточно точный анализ может показать, что один человек никогда не произносит одинаково один и тот же звук (например, ударный [а́]), однако пока все эти варианты произношения позволяют правильно опознавать и различать слова, звук [а́] во всех его вариантах будет являться реализацией одной и той же фонемы <а>.
Минимальная единица жестовых языков ранее называлась «хиремой».

## Функциональный аспект изучения фонемы
С точки зрения языкознания функциональный аспект фонемы является наиболее существенным. Фонема исполняет две ключевые функции, тесно связанные друг с другом:
1. конститутивная функция состоит в предоставлении фонемного инвентаря, своеобразного строительного материала для конструирования морфем и иных вышестоящих единиц языка;
2. дистинктивная функция состоит, в свою очередь, в обеспечении различения отдельных морфем.

Возможны случаи, когда фонема выполняет соответствующие функции самостоятельно, однако более распространённый вариант предусматривает их исполнение совместно с иными фонемами.
Актуальным вопросом в этом отношении является также и выделимость фонемы. Единственно лишь акустико-артикуляторных аспектов речи в этом отношении недостаточно, поскольку устная речь являет собой практически непрерывный звуковой поток, представляющий определённые сложности для сегментирования. В большинстве случаев для выделения фонемы необходимо знание языка; соответственно, предполагается, что выделимость фонемы некоторым образом сопряжена со смыслом и со значением, хотя сама по себе она не является значащей единицей. В связи с этим Л. В. Щерба, к примеру, отмечал, что отдельные звуковые элементы приобретают определённую степень самостоятельности благодаря установлению смысловых ассоциаций того или иного рода. Кроме того, не в последнюю очередь выделимость фонемы обеспечивается также и фактом её многократной повторяемости в тех или иных комбинациях с другими фонемами.
Так как фонема, в сущности, является абстрактным и идеализированным языковым представлением, то в потоке речи она не всегда реализуется одним и тем же звучанием; напротив, существует ряд различных её реализаций. Говоря проще, в рамках одной фонемы объединяется несколько физически разных звуков (причём этот процесс не определяется одной лишь их акустической или артикуляционной близостью). Каждую из отдельных реализаций фонемы называют её вариантами, оттенками, или же аллофонемами (аллофонами). В связи с этим принято различать фонематическую и аллофонемную транскрипцию: в первой каждая фонема записывается одним и тем же знаком, какой бы ни была её конкретная звуковая реализация, в то время как вторая передаёт разницу в звучании путём применения различных знаков. С точки зрения дистинктивной функции фонем звуковые различия обладают неодинаковой ценностью; некоторые из них определяются как фонологически существенные, или релевантные, иные — как фонологически несущественные, или иррелевантные.
Классификация вариантов проводится по нескольким основаниям и представлена ниже:
- Обязательные (в пределах произношения, считающегося для языка нормальным, обязательный аллофон не может быть заменён на какой-либо другой вариант той же фонемы)
  - Основные (в качестве такового выбирается вариант, находящийся в изолированной позиции или в условиях наименьшей зависимости от окружения)
  - Специфические (вариации основного, обусловленные конкретной позицией)
    - Комбинаторные (изменения обусловлены воздействием соседних звуков)
    - Позиционные (изменения обусловлены прочими артикуляторными модификациями в зависимости от позиции)
- Факультативные (в отличие от обязательного, замена на другой вариант той же фонемы возможна)

Как и собственно фонема, аллофоны представляют собой факт языка; в определённых фонетических условиях они регулярно повторяются у носителей языка, входят в состав нормы и подлежат описанию и усвоению. На уровне речи, соответственно, выделяются фоны — конкретные образцы звуков, отмеченные спецификой окружающей среды, речевого аппарата произносящего их индивида и так далее. Иными словами, фонема всегда выступает в одном из своих вариантов, а вариант, в свою очередь, манифестируется в фонах.
Кроме того, важным аспектом функционального изучения фонемы является дистрибуция. Под данным понятием подразумевается «совокупность всех тех позиций и окружений, в которых этот элемент встречается в данном языке — в противоположность всем тем позициям и окружениям, в которых он встретиться не может» (по определению Ю. С. Маслова). В частности, обязательные варианты фонем в соответствии с их дефиницией характеризуются отношениями непересекающейся, или, как её ещё называют, дополнительной дистрибуции. В свою очередь, для факультативных вариантов фонемы характерен тип дистрибуции, именуемый свободным варьированием.

## Структура фонемы (различительные признаки)
Описание системы фонем языка опирается на противопоставления (оппозиции) фонем по различительным признакам (глухость-звонкость, твёрдость-мягкость и т. п.). Признаки, в соответствии с которыми осуществляется различение фонем, именуются дифференциальными (или, иначе, дистинктивными) признаками фонемы, сокращённо — ДП; необходимо отметить, что последние должны быть общими для всех вариантов одной и той же фонемы. Можно сказать, что фонема состоит только из этих признаков («в языке нет ничего, кроме различий»). Фонологическая система невозможна без оппозиций: если в языке (например, французском) нет понятия мягких согласных фонем, то там нет и твёрдых согласных фонем, хотя произносимые звуки речи могут расцениваться носителями другого языка (например, русского) как твёрдые или мягкие.
Однако, чаще всего, различительные признаки, не влияющие на смысл, не осознаются носителями языка. Таковы, например, закрытые-открытые гласные в русском языке: в словах тесть [т’э̂с’т’] — тест [тэст] разные гласные звуки, но мы различаем слова тесть и тест не по закрытости-открытости звука [э], а по твёрдости-мягкости согласных. В русском языке открытые и закрытые гласные никогда не встречаются в одной и той же позиции (закрытые — всегда только после мягких согласных); не существует ни одной пары слов, различающихся только закрытым-открытым гласным; закрытость-открытость гласного является лишь сопутствующим признаком мягкости-твёрдости согласного. В немецком же языке, например, слова Ähre [ˈɛːrә] (колос) и Ehre [ˈeːrә] (честь) различаются только открытостью-закрытостью первого гласного звука (то есть данный признак является смыслоразличительным), поэтому носители немецкого языка чётко воспринимают различия в закрытости-открытости гласных звуков.
Фонемные оппозиции, как правило, являются бинарными, однако встречаются и тернарные варианты. Кроме того, во всех языках мира существует универсальная оппозиция между гласными и согласными звуками. Есть, впрочем, и иные основания для классификации: к примеру, оппозиции могут быть пропорциональными (если такое же отношение повторяется и в других оппозициях в рамках данного языка) либо изолированными, чистыми (если различие проводится лишь по одному признаку) либо смешанными.

## Чередования
В составе морфем могут происходить взаимные замены либо самих фонем, либо их вариантов, именуемые обыкновенно чередованиями, или альтерациями. Соответственно, те звуковые элементы, которые участвуют в этих процессах, называются альтернантами. В силу довольно тесной связи чередований с теми или иными грамматическими явлениями они изучаются в том числе в рамках специальной дисциплины на стыке фонологии и грамматики — морфонологии.
Чередования обусловливают также и несколько собственно фонологических явлений. К таковым, в частности, может быть отнесена нейтрализация противопоставлений. Её суть такова: в некоторых позициях противопоставление фонем по тому или иному дифференциальному признаку не осуществляется. Соответствующие позиции, будь они изолированными или же соотносительными, определяются как слабые. Н. С. Трубецкой полагал, что в позиции нейтрализации нет возможности говорить о фонеме, и в таковой выступает некоторая единица более высокого уровня — архифонема, совокупность ДП, общих для двух фонем, однако в некоторых концепциях (в частности, той, которая принята в школе Л. В. Щербы) нейтрализация понимается как отсутствие использования определённых противопоставлений фонем в определённых позициях.
Типологически можно выделить несколько типов чередований фонем:
1. фонетически обусловленные,
2. исторические (традиционные, необъяснимые фонетически),
3. смешанные (объединяющие в себе черты первых двух типов).

В некоторых случаях проводят дополнительное различение, противопоставляя историческим чередованиям т. н. «живые» — то есть действующие в соответствии с фонетическими законами, актуальными для конкретной эпохи.
Важно отметить, что чередования аллофонов предсказуемы; при знании правил дистрибуции обязательных вариантов фонемы можно предсказать любой альтернант. Как таковой определённой направленности в этом отношении нет, однако, к примеру, для живых чередований фонем характерна односторонняя предсказуемость по направлению от сильной позиции (традиционной) к слабой (фонетически обусловленной). Иногда встречаются живые чередования, обладающие одинаковым составом альтернантов и в то же время имеющие противоположную направленность.
Чередования при этом не обязательно единичны и одиночны; встречаются случаи их наслаивания друг на друга.

## Правила выделения фонем
Четыре правила, выведенные Н. С. Трубецким для отличения фонем от вариантов фонем для того или иного языка :
1. Если два звука встречаются в одной позиции и могут замещать друг друга, не меняя при этом значения слова, то такие звуки являются вариантами одной фонемы.
При этом варианты бывают общезначимые и индивидуальные, а также стилистически существенные и несущественные.
2. Если два звука встречаются в одной позиции и при их замене значение слов изменяется  или искажается до неузнаваемости, то эти звуки являются реализациями двух различных фонем.
3. Если два акустически (или артикуляторно) родственных звука никогда не встречаются в одной позиции, то они являются комбинаторными вариантами одной фонемы.
4. Два звука, во всём удовлетворяющие условиям третьего правила, не считаются вариантами одной фонемы, если они в данном языке могут следовать друг за другом как члены звукосочетания, притом в таком положении, в каком может встречаться один из этих звуков без сопровождения другого.

Семь правил, выведенных Н. С. Трубецким для отличения отдельных фонем от сочетаний фонем:
1. Сочетание звуков, составные части которого в данном языке не распределяются по двум слогам можно считать реализацией одной фонемы.
<Так, в русском языке [ц] не распадается на границе слога: ли-цо. В то же время в английском и финском языках комплекс [ts] обязательно разделяется: англ. hot-spot (горячая точка) или фин. it-se (сам).
2. Группу звуков можно считать реализацией одной фонемы только в том случае, если она образуется с помощью единой артикуляции или создаётся в процессе постепенного убывания или сокращения артикуляционного комплекса.
3. Группу звуков следует считать реализацией одной фонемы, если её длительность не превышает длительности других фонем данного языка.
4. Потенциально однофонемную группу звуков (то есть группу, удовлетворяющую требованиям предыдущих трёх правил) следует считать реализацией одной фонемы, если она встречается в таких положениях, где, по правилам данного языка, недопустимы сочетания фонем определённого рода.
Так, в ряде африканских языков встречаются комплексы [mb] и [nd] в начале слова. При этом других сочетаний согласных в этой позиции не бывает, поэтому такие комплексы считаются одной фонемой. В кипрском греческом комплексы [mb] и [nd] встречаются в начале слова наряду с другими сочетаниями согласных, поэтому сочетания [mb] и [nd] считаются состоящими из двух фонем.
5. Группу звуков, отвечающую требованиям, сформулированным в правилах 1—3, следует считать простой фонемой, если это вытекает из всей системы данного языка.
Это правило особенно важно для принятия решения об интерпретации дифтонгов. В русском языке сочетания типа [ай], [ой] при словоизменении распадаются на сочетания гласного с согласным [й]: [дай — да-йу]. В германских же языках они чередуются с простыми гласными: write [raɪt] — written [ˈrɪt(ə)n]. Поэтому в германских языках дифтонги трактуются как фонемы наряду с обычными гласными[4].
6. Если составная часть потенциально однофонемной группы звуков не может быть истолкована как комбинаторный вариант какой-либо фонемы данного языка, то вся группа звуков должна рассматриваться как реализация одной фонемы.
7. Если один звук и группа звуков, удовлетворяющие указанным выше фонетическим предпосылкам, относятся друг к другу как факультативные или комбинаторные варианты и если при этом группа звуков является реализацией группы фонем, то и один звук должен рассматриваться как реализация той же группы фонем.

## Связь фонемы со смыслом
Значительная часть лингвистов (например, представители Пражской лингвистической школы, Московской фонологической школы (МФШ), а также основоположники самого термина «фонема») считает, что фонема является обобщением, инвариантом ряда чередующихся звуков:
- с[а]м — с[ʌ]ма — с[ъ]мосвал — <а>
- д[о]м — д[ʌ]мой — д[ъ]мовой — <о>

В то же время один и тот же звук может быть проявлением разных фонем. Например, безударный звук [ʌ] в первых слогах слов сорняк, домой является реализацией в речи фонемы <о>, а в первых слогах слов сама, давать — реализацией фонемы <а>.
Фонема может быть определена только через значимую единицу языка — морфему, составной частью которой фонема является. То есть, не понимая содержания речи, значения произносимых слов и частей слова, невозможно определить фонемный состав языка.
Там, где звук может быть представителем разных фонем (с[ʌ]ма — от сом и от сам), принадлежность звука к фонеме определяется по сильной речевой позиции (или позиции наилучшего различения) в конкретной морфеме. Для гласных в русском языке такой позицией является ударный слог, для согласных (по глухости-звонкости) — например, позиция перед гласными звуками. Если для морфемы не существует звуковой формы, в которой некоторая фонема находится в сильной позиции, на месте такой фонемы предполагают гиперфонему или архифонему (указывают все возможные фонемы и заключают их в фигурные скобки): тр{а/о}мвай.
Фонемы МФШ принято заключать в угловые скобки: <жил да был {а/о}д’ин к{а/о}рол’ь> — фонемная кириллическая транскрипция МФШ.
Другое понимание фонемы (класс акустически сходных звуков, тождество которых определяется без знания содержания речи) было выработано представителями американской дескриптивной лингвистики, методология которой разрабатывалась при анализе малоизвестных языков (в частности, североамериканских индейцев) и обращение к смыслу произносимой речи было затруднено (или ограничено).
Представители Ленинградской фонологической школы (ЛФШ) признают связь фонемы со смыслом (считают фонему смыслоразличительной единицей), но не определяют фонемы через тождество морфем; согласно этой теории, в ряду д[о]м — д[ʌ]мой происходит чередование фонем /о/ — /а/. Фонемы ЛФШ принято заключать между двумя косыми чертами: /жыл да был ад’и́н каро́л’ь/ — фонемная кириллическая транскрипция ЛФШ.